# Riazanowo (obwód kurski)
Riazanowo (ros. Рязаново) – wieś (ros. деревня, trb. dieriewnia) w zachodniej Rosji, w sielsowiecie kołpakowskim rejonu kurczatowskiego w obwodzie kurskim.

## Geografia
Miejscowość położona jest nad rzeką Ralutin, 6 km od centrum administracyjnego sielsowietu kołpakowskiego (Nowosiergiejewka), 15,5 km od centrum administracyjnego rejonu (Kurczatow), 47 km od Kurska.

## Demografia
W 2010 r. miejscowość zamieszkiwało 71 osób.